# Берестейський крилос
Берестейський крилос (синод, собор, офіціялат) — церковно-адміністративна округа Володимирської єпархії.
Межі крилосу були оформлені в XIV столітті і без зовнішніх змін існували до кінця XVIII століття. Площа Берестейського крилосу 21,5 тис. км2 вчетверо перевищувала площу Володимирського крилоса, включала сучасне Підляшшя і західну частину сучасної Берестейщини. Територія ділилась на 10 намісництв:
- Берестейське
- Біло-Підляське
- Більське
- Володавське
- Дорогичинське
- Каменецьке
- Кобринське
- Мельницьке
- Поліське
- Пружанське

У 1726–1729 роках до однойменного керівного органу крилоса входили берестейський спаський парох Микита Хорошкевич, берестейський святотроїцький парох Матвій Маньковський, берестейський святомихайлівський парох Максим Йойко (Йойкович), гершонські парохи Афанасій і Никодим Анацкевичі, лобачевський парох Степан Пироцький. В 1729 році в Берестейському крилосі душпастирствовало 277 священиків. В 1757 році проводилась визитація усього крилосу. В 1765 році на чолі крилосу був о. Антон Корончевський. В 1775 році владика Адам Антоній (Млодовський) реорганізував його за римо-католицькими взірцями.